# 아카세 사야카
아카세 사야카 (赤瀬紗也香, 1994년 8월 25일 ~ )는 배영을 주종목으로 하는 일본의 수영 선수이다. 2014년 인천 아시안 게임 여자 배영 200m 결승 경기에서 2분10초31로 금메달을 획득했다.